# Відлік жертв (фільм, 1998)
Відлік жертв (англ. Body Count) — американський трилер 1998 року.

## Сюжет
П'ятеро бандитів — Пайк, який тільки що вийшов з в'язниці, його старий дружок Крейн, а також Букер, Хоббс і Чіно, крадуть картини на 15 мільйонів. Після невдалого пограбування музею, група злочинців намагається покинути країну з викраденими картинами. Але у дорозі між грабіжниками виникають розбіжності.

## У ролях
| Актор            | Роль   |
| ---------------- | ------ |
| Девід Карузо     | Гоббс  |
| Лінда Фіорентіно | Наталі |
| Джон Легуізамо   | Чіно   |
| Вінг Реймз       | Пайк   |
| Донні Волберг    | Букер  |
| Форест Вітакер   | Крейн  |

## Виробництво
Під час розробки він був анонсований у пресі під назвами "Framed та The Split".

## Реліз
Фільм вийшов на екрани 28 квітня 1998 року через погану реакцію глядачів на тестових показах.